# Buffalo buffalo Buffalo buffalo buffalo buffalo Buffalo buffalo

Uproszczony rozbiór zdania
PN = rzeczownik (nazwa własna)
N = rzeczownik
V = czasownik
NP = fraza rzeczownikowa
RC = zdanie podrzędne
VP = fraza czasownikowa
S = zdanie

Buffalo buffalo Buffalo buffalo buffalo buffalo Buffalo buffalo – gramatycznie poprawne zdanie w standardowej angielszczyźnie amerykańskiej. Demonstruje możliwość zastosowania homonimów do tworzenia skomplikowanych konstrukcji językowych. Zdanie to zostało ułożone w roku 1972 przez Williama J. Rapaporta. W roku 1992 zostało przez niego zgłoszone do grupy dyskusyjnej Linguist List oraz umieszczone w książce Stevena Pinkera „The Language Instinct” w 1994 roku.

## Znaczenie

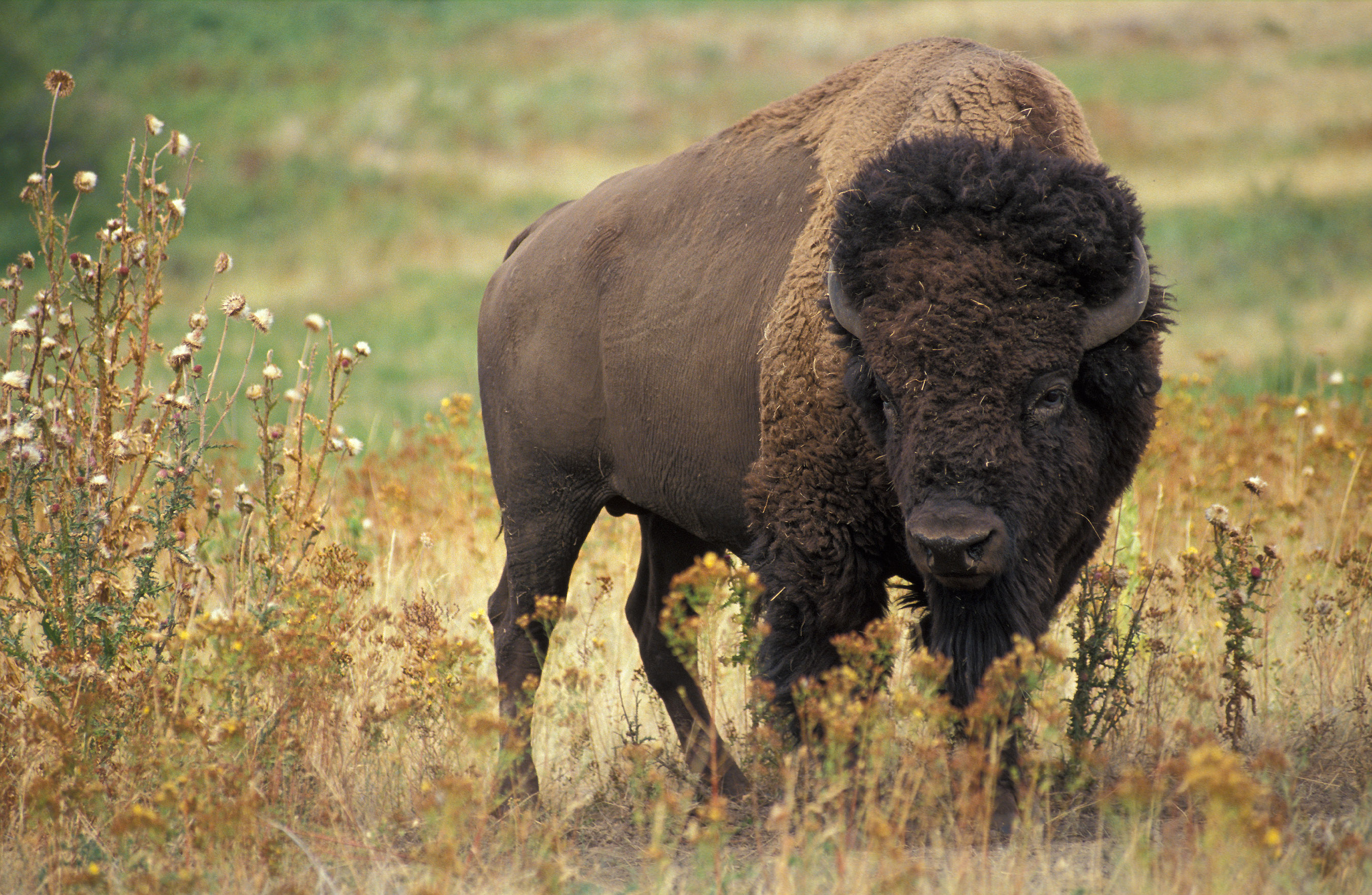
W języku angielskim słowo buffalo, oznaczające bizona, ma kilka znaczeń

Słowo „buffalo” w języku angielskim ma trzy znaczenia:
1. Buffalo – miasto w stanie Nowy Jork
2. bizon (zwierzę) – „buffalo” jest także używane do oznaczenia liczby mnogiej (wiele bizonów – „buffaloes”)
3. czasownik o znaczeniu „zmylić”, „otumanić”, „zastraszyć”.

Jeżeli przypiszemy różnym znaczeniom tego słowa powyższe numery porządkowe, będzie ono wyglądać następująco:
Buffalo1 buffalo2 Buffalo1 buffalo2 buffalo3 buffalo3 Buffalo1 buffalo2.
Napisane w bardziej przystępny sposób wygląda następująco:
The Buffalo bison that Buffalo bison intimidate, intimidate Buffalo bison. – Bizony z Buffalo, które są zastraszane przez  bizony z Buffalo, same zastraszają inne bizony z Buffalo.
Jeżeli w zdaniu jest mowa o bizonach amerykańskich, to ze względu na to, że ich nazwa gatunkowa po łacinie brzmi Bison bison, może ono być zapisane jako:
Buffalo Bison bison Buffalo Bison bison buffalo buffalo Buffalo Bison bison.

## Podobne zdania
Podobne zdania i równoważniki zdań istnieją także w innych językach.

### W języku polskim
- Wydrze wydrzę wydrze wydrze wydrze wydrzę. – Młode jednej wydry (czyli wydrze wydrzę) zabierze innej wydrze jej młode.
- Dział dział dział. – Wydział armat robił na drutach.
- Może morze może. – Być może morze coś może.
- Palmy palmy Palmy. – propozycja, by spalić kilka palm w Palmie de Mallorca

### W innych językach
- Gore gore gore gore. – w języku serbsko-chorwackim: „Tam powyżej wzgórza palą się coraz bardziej”, wyrazy tego zdania są jednak różnie akcentowane.
- Gaga gaga ga ga? – w języku koreańskim: „Czy ta osoba (gaga) rodziny Ga (drugie gaga) jest członkiem (pierwsze ga)?” (ostatnie ga oznacza, że jest to pytanie),
- Sayang, sayang, sayang sayang sayang. Sayang sayang sayang? – w języku malajskim: „Kochanie, kocham cię, czy ty mnie kochasz?”. Pytany może odpowiedzieć Sayang sayang sayang.
- Wenn hinter Fliegen Fliegen fliegen, fliegen Fliegen Fliegen hinterher. – w języku niemieckim: „Kiedy za muchami muchy lecą, lecą muchy za muchami.”.
- Kosyj z kosoju kosoju kosoju kosoju kosyw (Косий з косою косою косою косою косив) – w języku ukraińskim: „Zezowaty z ukośnym warkoczem ukośną kosą kosił”.